# 1934-es németországi népszavazás

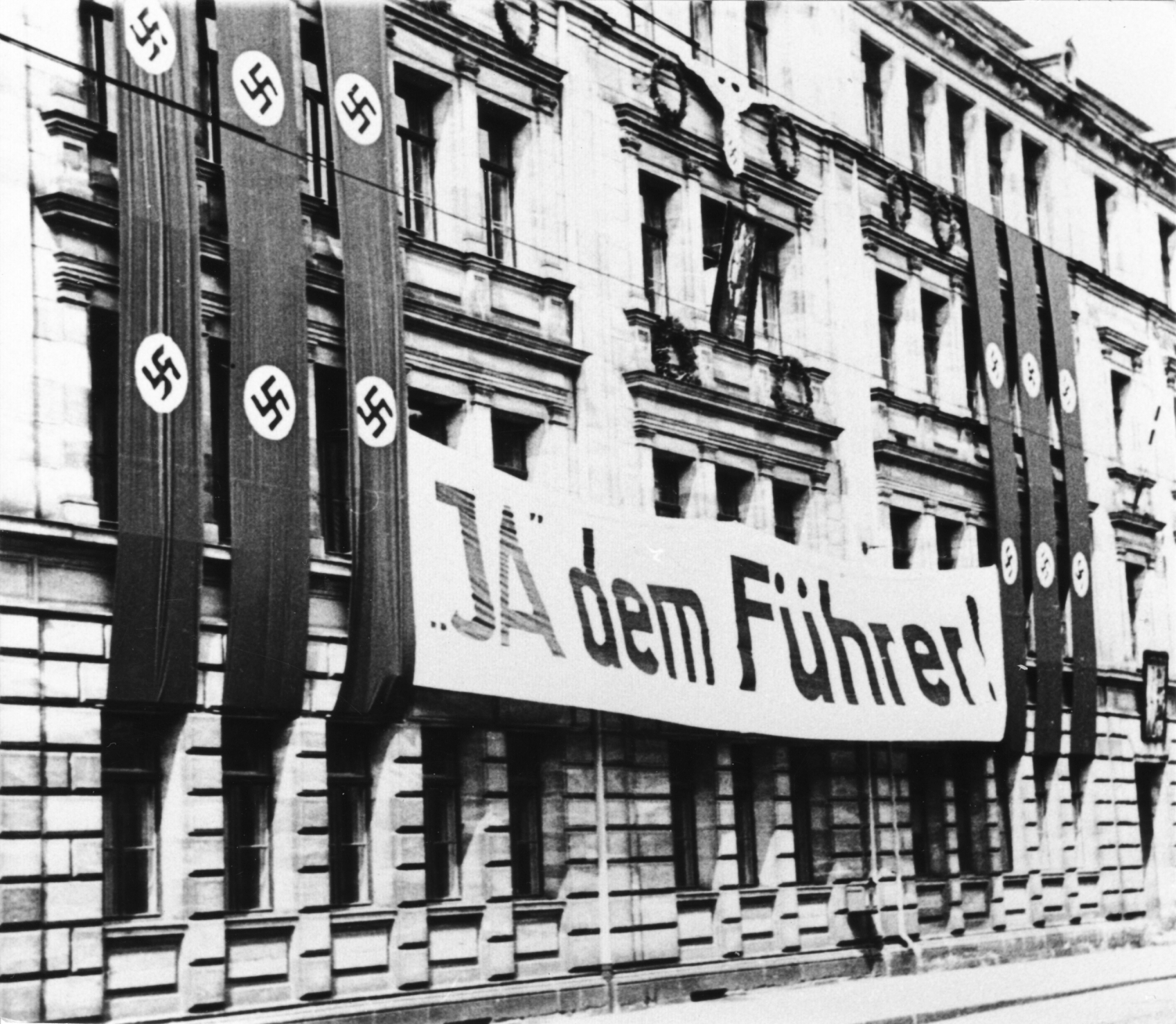
Felirat a hirdetési hadjárat fő üzenetével: "Igen a Vezérre!"
Egy iskola homlokzatán, Fürth.

1934. augusztus 19-én Németországban népszavazást tartottak a miniszterelnöki (kancellári) és az államfői (elnöki) hivatal összevonásáról Paul von Hindenburg elnök halála után 17 nappal. A náci német vezetés igyekezett össznépi jóváhagyást szerezni Adolf Hitler legfelsőbb hatalomba emeléséhez. A népszavazási hirdetési hadjárat alkalmat adott a náciknak a szavazók megfélemlítésére; Hitler pedig ezzel a túlnyomó többségű "igen" szavazattal igazolhatta, hogy a nép elismeri és támogatja az igényét az államfői hivatalra és őt bízza meg a nép és az ország vezetésével. A két hivatalt és a hatásköröket azonban már Hindenburg halála előtt egy nappal összevonták; a nácik az általuk szervezett népszavazást csak hangulatkeltés miatt írták ki és hogy a német nép és a világ előtt törvényesítsék Hitler igényét a Vezér és Birodalmi kancellár (Führer und Reichskanzler) címének viselésére. Hitler ezzel teljhatalmat kapott az egész ország feletti uralomhoz.
| 0. Lengyel–ukrán háború                                  | 1918. | 11. 01. - 1919. 07. 18.  |
| 1. Versailles-i békeszerződés                            | 1919. |                          |
| 2. Lengyel–szovjet háború                                | 1919. | 02. 14. - 1921. 03. 18.  |
| 3. Trianoni békeszerződés                                | 1920. |                          |
| 4. Rapallói egyezmény                                    | 1920. | november 12.             |
| 5. Francia–lengyel katonai szövetség (en)                | 1921. | február 16.              |
| 6. Rigai béke (en)                                       | 1921. | március 18.              |
| 7. Menetelés Rómába                                      | 1922. | október 28 - 29.         |
| 8. Korfui összetűzés (olasz-görög) (en)                  | 1923. | aug. - szept.            |
| 9. Müncheni sörpuccs                                     | 1923. | november 8.              |
| 10. A Ruhr-vidék francia–belga megszállása (en)          | 1923. | - 1925.                  |
| 11. Libia megszállása - Második olasz–líbiai háború (en) | 1923. | - 1932.                  |
| 12. Mein Kampf (Harcom) megjelenése                      | 1925. |                          |
| 13. Dawes-terv (en)                                      | 1924. |                          |
| 14. Locarnói egyezmény                                   | 1925. | december 01.             |
| 15. Young-terv (en)                                      | 1929. |                          |
| 16. Nagy gazdasági világválság                           | 1929. | október 24. – 1941.      |
| 17. Mandzsúria japán lerohanása (en)                     | 1931. | 09. 18. - 1932. 02. 26.  |
| 18. Mandzsukuo megszállása                               | 1931  | – 1942.                  |
| 19. Sanghaj-i január 28-i összetűzés (en)                | 1932. | 01. 28. – 03. 03.        |
| 20. Szovjet–lengyel megnemtámadási egyezmény             | 1932. | július 25.               |
| 21. Genfi leszerelési világértekezlet (en)               | 1932. | 02.02. - 1934.06.11.     |
| 22. Első hopeji hadjárat/A nagy fal védelme (en)         | 1933. | 01.01 - 05.31.           |
| 23. Belső-mongóliai hadjárat (en)                        | 1933. | - 1936.                  |
| 24. Hitler lesz a kormányfő és az államfő is egyben      | 1933. | - 1934.                  |
| 25. A tanggui fegyverszünet (en)                         | 1933. | május 31.                |
| 26. Németország újrafelfegyverzése elindul (en)          | 1933. | július 12.               |
| 27. Olasz–szovjet egyezmény (en)                         | 1933. | szeptember 2.            |
| 28. Belső-mongóliai hadjárat (en)                        | 1933. | ápr.- 1936. dec.         |
| 29. Németország elhagyta a leszerelési értekezletet (en) | 1933. | október 14.              |
| 30. Németország kilép a Nemzetek Szövetségéből (en)      | 1933. | okt. 19. - nov. 12.      |
| 31. Német–lengyel megnemtámadási egyezmény               | 1934. | január 26.               |
| 32. A Saar-vidéki népszavazás/visszatérés Németországhoz | 1935. | január 13.               |
| 33. Kötelező sorozás kezdődik Németországban újra (en)   | 1935. | március 16.              |
| 34. Francia–szovjet segítségnyújtási szerződés (en)      | 1935. | május 2.                 |
| 35. Szovjet–csehszlovák segítségnyújtási szerződés (en)  | 1935. | május 16.                |
| 36. He-Umezu egyezmény (en)                              | 1935. | 06. 10. - 1937. 07. 07.  |
| 37. Angol–német tengerészeti egyezmény (en)              | 1935. | június 18.               |
| 38. December 9-i megmozdulások Pekingben (en)            | 1935. | december 9.              |
| 39. Második olasz–etióp háború (abesszíniai háború)      | 1935. | 10. 3.- 1937. 02. 19.    |
| 40. A Rajna-vidéki bevonulás (en)                        | 1936. | március 7.               |
| 41. Spanyol polgárháború kezdete                         | 1936. | júl. 17. - 1939. ápr. 1. |
| 42. A Berlin–Róma-tengely (német–olasz egyezmény)        | 1936. | október 27.              |
| 43. Antikomintern paktum                                 | 1936. | november 25.             |
| 44. Suiyuan hadjárat (en)                                | 1936. | október - november       |
| 45. Hsziani válság (en)                                  | 1936. | december 12-26.          |
| 46. Második kínai–japán háború                           | 1937. | - 1945.                  |
| 47. A USS Panay-incidens (en)                            | 1937. | december 12.             |
| 48. Ausztria bekebelezése (Anschluss)                    | 1938. | március 12.              |
| 49. Májusi válság (német–cseh határ) (en)                | 1938. | május 19 - 23.           |
| 50. Haszan-tavi csata/Csangkufengi összecsapás           | 1938. | júl. 29. - aug. 11.      |
| 51. Német–csehszlovák kisháború (Ordnersgruppe) (en)     | 1938. | szeptember 16 - 17.      |
| 52. Müncheni egyezmény                                   | 1938. | szeptember 29.           |
| 53. A Szudéta-vidék Birodalomhoz csatolása (en)          | 1938. | október 01 - 10.         |
| 54. Első bécsi döntés                                    | 1938. | november 02.             |
| 55. A Szlovák Köztársaság kikiáltása                     | 1939. | március 14.              |
| 56. Csehszlovákia német megszállása (en)                 | 1939. | március 15.              |
| 57. Litvánia náci megfenyegetése, Memel elcsatolása (en) | 1939. | március 20 - 22.         |
| 58. Magyar–szlovák kis háború                            | 1939. | március 23 - 31.         |
| 59. A spanyol polgárháború végső hadműveletei (en)       | 1939. | március 26. - április 1. |
| 60. Danzigi válság (en)                                  | 1939. | március - augusztus      |
| 61. Angol függetlenségi garancia Lengyelországnak (en)   | 1939. | március 31.              |
| 62. Albánia olasz lerohanása (en)                        | 1939. | április 7-12.            |
| 63. Szovjet–angol–francia tárgyalások Moszkvában (en)    | 1939. | ápr. 15.- aug. 21.       |
| 64. Német–olasz barátsági és katonai szerződés           | 1939. | május                    |
| 65. Halhín-goli csata                                    | 1939. | május - szeptember       |
| 66. Molotov–Ribbentrop szerződés                         | 1939. | augusztus 23.            |
| 67. Lengyelország német lerohanása                       | 1939. | szept. 1. - okt. 6.      |

## Háttér

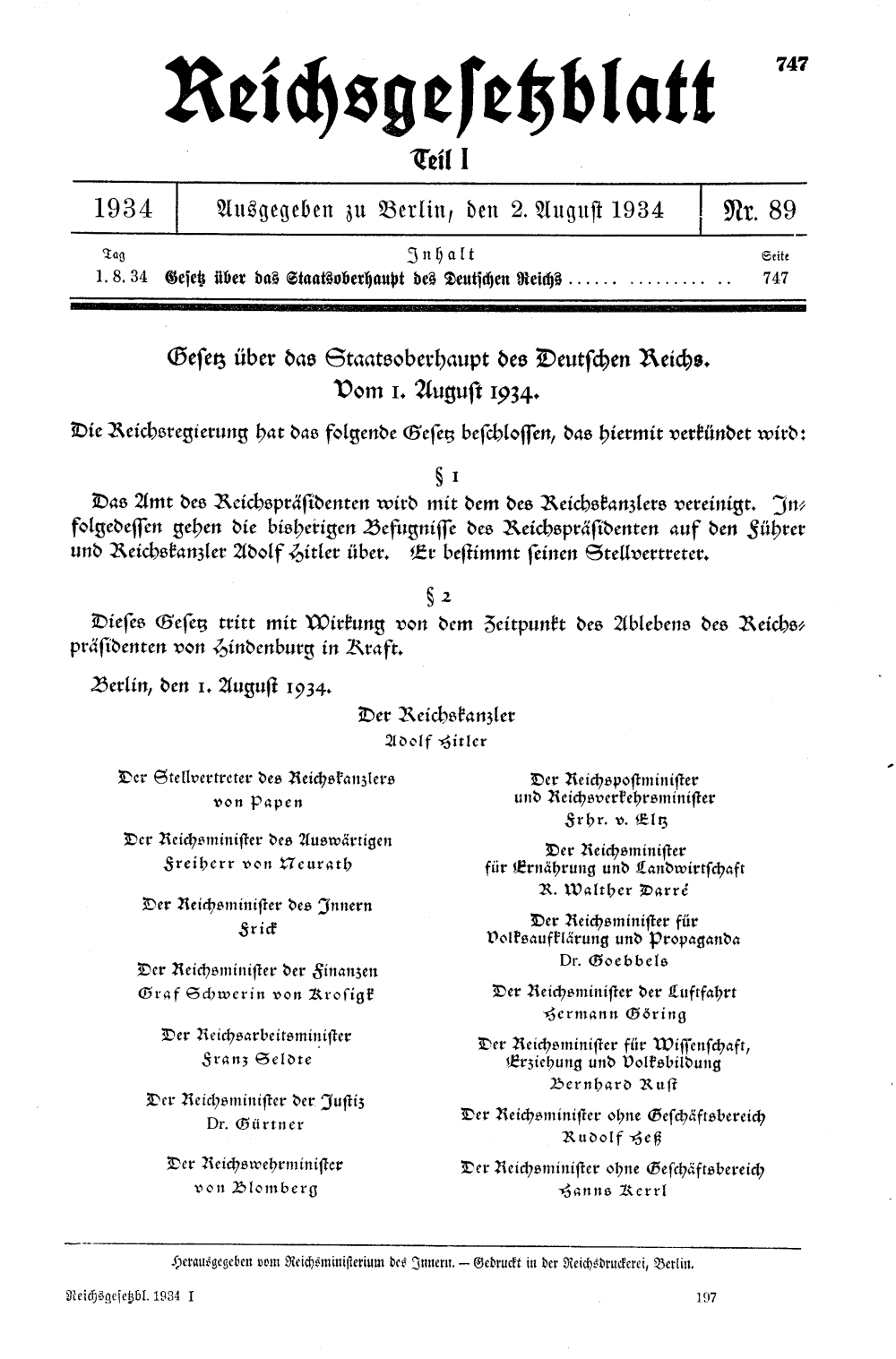
A Német Birodalom államfõjére vonatkozó 1934. 08. 01-i törvény.

1934. augusztus 1-jén, Hindenburg közeli halálának hírére, a Reichstagban gyorsított eljárással elfogadták a Német Birodalom államfõjére vonatkozó törvényt, mellyel egyesítették az államfői (elnöki), valamint a kormányfői (kancellári) hivatalt és hatásköröket. A törvény címe: "Deutsche Reichs Gesetz über das Staatsoberhaupt", melynek szó szerinti fordítása: "A német birodalom államfőjére vonatkozó törvény".
A törvény szövege csak kettő rövid cikkelyt tartalmaz:
"1934. augusztus 1.,
1. cikkely: A Birodalmi Elnök hivatala egyesül a Birodalmi Kancelláréval. Ennek eredményeképpen a Birodalom Elnöke által eddig gyakorolt hatáskörök átkerülnek Adolf Hitlerhez, a Vezérhez és Birodalmi Kancellárhoz. Helyettesét maga jelöli ki.
2. cikkely: Ez a törvény Paul von Hindenburg, a Birodalom Elnökének halálától lép hatályba. "
A weimari köztársaság alkotmánya rögzíti, hogy a birodalom elnöke többek között a legfelsőbb katonai vezető is egyben -tehát a teljes fegyveres erők, köztük a tábornokok parancsnoka is-, amely így Hitler kezébe jutott. Werner von Blomberg, a fegyveres erők főparancsnoka Hindenburg augusztus 2-án bekövetkezett halála után azonnal, még aznap elrendelte, hogy a Reichswehr (fegyveres erők) minden tagja tegye le az esküt a Vezérre (Führereid). Hitler hivatalosan lemondott a „Birodalom Elnöke" (Reichspräsident) címről, mert ez elválaszthatatlanul összefonódott Hindenburg nevével, és felvette az általa kitalált Vezér és Birodalmi Kancellár (Führer und Reichskanzler) címet.
Hindenburg májusban tollba mondta végakaratát, amelynek egyik bekezdése szerint az "utolsó kívánsága" az, hogy Hitler állítsa vissza a Hohenzollern monarchiát a Német Birodalomban. Oskar von Hindenburg, az elnök fia elvitte a végrendeletet Franz von Papenhez, az alkancellárhoz, aki azt augusztus 14-én Hitlerhez továbbította. A következő napon, augusztus 15-én Hitler nyilvánosságra hozta Hindenburg végakaratát az "utolsó kívánság" nélkül.
1933. július 14-én a nemzetiszocialista birodalmi kormány elfogadta a népszavazásokról szóló törvényt. Ez lehetővé tette a "más kormányzati intézkedések" (beleértve az alkotmányos változásokat is) törvényei mellett történő szavazást. A leadott és érvényes szavazatok egyszerű többsége elegendő annak jóváhagyásához. A népszavazásoknak úgy kellett végződnie, hogy az mindenképp mutassa az állami vezetés, a náci párt és a német nép valóságos és látszólagos egységet és ezzel erősítsék a német nemzeti közösségi érzést.

## A népszavazás menete
A szavazólapra nyomtatott népszavazási kérdés szövege az alábbi:

A Birodalmi Elnöki Hivatal egyesül a Birodalmi Kancellári Hivatallal. Következésképpen a Birodalom Elnökének minden hatalma és hatásköre a Vezérre és Birodalmi Kancellárra, Adolf Hitlerre száll. A helyettesét Ő maga jelöli ki.
Jóváhagyja-e Ön, német férfiember és német asszony, hogy a jelen szabályozást Törvény biztosítsa?
A kormány széles körű megfélemlítéssel, valamint választási csalással biztosította az elsöprő mennyiségű "igen" szavazatot. A szavazókörök bejáratánál barnaingesek álltak őrt; a különböző egyesületek, társaságok, társas körök, szövetkezetek tagjait erőszakosan arra biztatták, hogy náci rohamosztagosok kíséretében, együtt vonuljanak a szavazókörökbe, majd ott nyilvánosan szavazzanak. Néhány helyen a szavazófülkéket is eltávolították, vagy feliratokat akasztottak azok bejáratára ilyen mondatokkal: "csak árulók lépnek be ide", hogy elvegyék az emberek kedvét a titkos szavazástól. Emellett számos szavazócédulán előre bejelölték az "igen" szavazatot; az elrontott szavazócédulákat sokszor "igen" szavazatnak számolták; valamint sok "nem" szavazatot úgy rögzítettek, hogy az támogatja a népszavazási kérdést. Ezek a hamisítások egyes területeken azt eredményezték, hogy a leadott és rögzített összes szavazatok száma több lett, mint az adott körzetben szavazásra jogosultak létszáma.
Másrészt, a náciknak nem állt érdekében, hogy megakadályozzák a sok érvénytelen, vagy ellenszavazatot azokban a szavazókörzetekben, amelyekről tudták, hogy ott nagy létszámban zsidók, lengyelek élnek, vagy egyéb nemkívánatos nemzeti kisebbség lakik. Mint ahogy az 1933 novemberében is megtörtént: a náci vezetés úgy vélte, hogy az ilyen területeken várható kedvezőtlen eredmény használ a náci  hangulatkeltésnek, ez bizonyíték az ilyen "elemek" birodalmi hűtlenségére. Ez volt az utolsó népszavazás, ahol a zsidóknak, illetve más nemzeti kisebbségieknek megengedték, hogy szavazzanak; a következő évben a Nürnbergi törvények elfogadása után megfosztották őket állampolgári jogaiktól, ezzel együtt szavazati joguktól.
A hamburgiak az 1933-as népszavazáson a nácikat viszonylag kevesen támogatták; ez Hitlert arra késztette, hogy ott 1934 augusztus 17-ére nemzeti ünnepet hirdessen, ahonnan a német néphez intézett üzenete közvetlenül több, mint 4,3 millió bejegyzett rádióhallgatóhoz is eljutott.

## A szavazás eredménye
Az elnöki és kancellári hivatal összevonását legnagyobb mértékben Kelet-Poroszországban támogatták, ahol a hivatalos adatok szerint erre a szavazók 96%-a mondott igent. A nagyvárosokban és azok munkáskerületeiben mérték a legalacsonyabb támogatottságot; Hamburgban támogatták a legkevésbé az összevonást, a szavazók 20.4%-a szavazott ellene, Aachenben a 18,6%-a, Berlinben átlagban a 18.5%-a, ahol minden kerületben 10%-nál többen szavaztak a nem-re, az egykori kommunista fellegvár, a berlini Wedding kerületben pedig a 19.7%-a. A megfélemlítés erőssége és mértéke hatott az "igen" szavazatok mennyiségére. Összességében a kormány támogatottsága alacsonyabb volt, mint az 1933. november 12-i népszavazáson, ahol  az összes választók 89.9%-a támogatta a nácikat, míg 1934-ben már csak a 84.3%-a. A térségenkénti eltérések azonban megegyeztek az 1933-as népszavazás eredményeivel.
A náci vezetők közül néhányan csalódottan vették tudomásul a népszavazás eredményét. Például: Joseph Goebbels augusztus 22-i naplóbejegyzése szerint a népszavazás félresikerült: "a kezdeti eredmények: nagyon rosszak. Aztán jobbak lettek. Végül több mint 38 millióan a Führer mellett. Többet vártam. A katolikusoknak nem tetszett Rosenberg!" Mindazonáltal Ian Kershaw történész úgy látja, hogy még a csalások és a szavazási rend megzavarása, az erőszakos ferdítések ellenére is: 
"az eredmények tükrözik azt a tényt, hogy abban az időben Hitler hatalmas támogatói háttérrel rendelkezett, sok buzgó és lelkes követővel a széles német nép többsége körében."
| Választás                     | Szavazatok száma | %    |
| ----------------------------- | ---------------- | ---- |
| Mellette (igen)               | 38,394,848       | 88.1 |
| Ellene (nem)                  | 4,300,370        | 9.9  |
| Érvénytelen/üres szavazat     | 873,668          | 2.0  |
|                               |                  |      |
| Összesen                      | 43,568,886       | 100  |
| Bejegyzett szavazók/részvétel | 45,552,059       | 95.7 |
|                               |                  |      |
| Forrás: Nohlen & Stöver       |                  |      |

## Fordítás
- Ez a szócikk részben vagy egészben  a(z)   1934 German referendum című angol Wikipédia-szócikk ezen változatának fordításán alapul.  Az eredeti cikk szerkesztőit annak laptörténete sorolja fel. Ez a jelzés csupán a megfogalmazás eredetét és a szerzői jogokat jelzi, nem szolgál a cikkben szereplő információk forrásmegjelöléseként.